# Clefs
Clefs era una comuna francesa situada en el departamento de Maine y Loira, de la región de Países del Loira, que el 1 de enero de 2013 pasó a ser una comuna delegada de la comuna nueva de Clefs-Val-d'Anjou al fusionarse con la comuna de Vaulandry.

## Historia
El 1 de enero de 2016, pasó a ser una comuna delegada de la comuna nueva de Baugé-en-Anjou al fusionarse con las comunas de Baugé, Bocé, Chartrené, Cheviré-le-Rouge, Cuon, Échemiré, Fougeré, Le Guédeniau, Le Vieil-Baugé, Montpollin, Pontigné, Saint-Martin-d'Arce, Saint-Quentin-lès-Beaurepaire y Vaulandry.

## Demografía
| Gráfica de evolución demográfica de Clefs entre 1800 y 2009 |
|                                                             |

Los datos demográficos contemplados en este gráfico de la comuna de Clefs se han cogido de 1800 a 1999 de la página francesa EHESS/Cassini, y los demás datos de la página del INSEE.